# Los miércoles no existen
Los miércoles no existen es una película de comedia romántica del año 2015 dirigida por Peris Romano. Está protagonizada por Eduardo Noriega, Inma Cuesta, Alexandra Jiménez, Gorka Otxoa, William Miller, Andrea Duro, María León, se estrenó en España el 16 de octubre de 2015.
Peris Romano escribió primero el guion cinematográfico pero, tras intentar en vano conseguir la financiación necesaria para rodarla, decidió estrenarla primero como obra de teatro, donde estuvo más de tres años en cartel y tuvo casi cien mil espectadores. La película se caracteriza por contar con una banda sonora en la que los propios actores cantan junto a los músicos Ester Rodríguez y Alberto Matesanz canciones como "Déjate Caer".

## Argumento
Patricia (María León) sale con César (Gorka Otxoa), pero él no ha podido olvidar a Mara (Inma Cuesta), su novia de toda la vida, que le dejó justo después de pedirle que se casara con él. Hace ya unos meses de esto pero aún no se ha recuperado. Su mejor amigo, Hugo (William Miller), está decidido a animarlo y una noche de fiesta conocen a Paula (Andrea Duro), la hermana pequeña de Irene (Alexandra Jiménez), un antiguo ligue de Hugo y la mujer de Pablo (Eduardo Noriega). Acabaron juntos tras la despedida de soltera de ella y nunca más han vuelto a verse. A Pablo le han despedido. Lo mejor del día ha sido sin duda que ha conocido a Mara y han intercambiado teléfonos. Podría ser el comienzo de algo, si no fuera porque Pablo ya está casado con Irene.

## Reparto
| Actor             | Personaje |
| ----------------- | --------- |
| Eduardo Noriega   | Pablo     |
| Inma Cuesta       | Mara      |
| Alexandra Jiménez | Irene     |
| Gorka Otxoa       | César     |
| William Miller    | Hugo      |
| Andrea Duro       | Paula     |
| María León        | Patricia  |

## Críticas
En la crítica predominan diversas valoraciones. Por un lado tenemos algunos puntos de vista positivos, como los que se muestran en el diario “El país”, que añade que la obra muestra una "simpatía general", y por otro lado tenemos críticas no tan positivas como el diario “ABC” que dice: "todo va un poco cuesta abajo, en parte porque parece que sienten la obligación de empezar a explicar las cosas, redondear los personajes y dotarles de psicología", o en Sensacine que van más allá y aportan que: "acaba por no transmitir nada más allá del texto, de lo que el texto significaba como apoyo de un medio que no es el cine aunque se le parezca y aunque haya sido la semilla de infinitas obras maestras".
Eso sí, en cuanto a los personajes, todos coinciden en la naturalidad y el buen trabajo realizado por la actriz María León.